# Jan Wikner
Jan Erik Richard Wikner, född 19 december 1924 i Härnösand, död 25 februari 1990 i Filipstad, var en svensk teckningslärare, målare och tecknare.
Han var son till stationsinspektoren Knut Richard Wikner och Anna Helena Gerdin och från 1950 gift med Ruth Carin Maria Lindblom. Wikner utexaminerades från Konstfackskolans teckningslärarinstitut 1950 och var därefter verksam som teckningslärare i Filipstad och under perioden 1950–1956 även i Hällefors. Vid sidan av sitt arbete var han verksam som konstnär och ställde ut separat ett flertal gånger i Filipstad eller tillsammans med Knut Kristiansson, Lis Falk och Sven-Åke Lindengren. Han medverkade i samlingsutställningar med Värmlands konstförening på Värmlands museum och ett flertal samlingsutställningar med provinsiell konst i Filipstad. Hans konst består av figurmotiv, stilleben och landskapsskildringar utförda i olja, pastell samt kolteckningar. Wikner är representerad i Filipstads kommun.   